# Levin von Elverfeldt

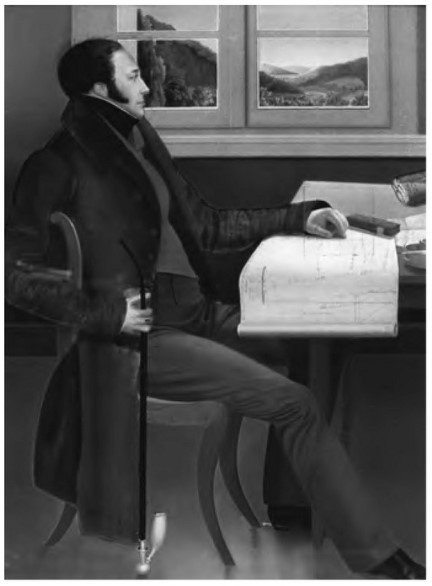
„Levin von Elverfeldt (1762-1830) im Kontor seines Schlosses mit Bergwerksakten“;
ungenannter Maler, Privatbesitz

Levin Franz Karl Paul Friedrich Johann-Nepomuk von Elverfeldt oder Levin Franz Karl Paulus Friedrich Johann Nepomuk Maria Freiherr von Elverfeldt oder Levin Elverfeldt (* 4. Mai 1762 auf Schloss Steinhausen; † 30. Juni 1830 in Steele bei Essen) war ein deutscher Beamter, Adeliger, Gutsbesitzer und Unternehmer zu Dahlhausen bei Bochum in der Zeit der Frühindustrialisierung, sowie Herr zu Steinhausen, Dahlhausen, Horst und Langen.

## Leben
Levin von Elverfeldt gehörte dem Adelsgeschlecht von Elverfeldt an und war ältester Sohn des Domherrn und Landdrosts der Grafschaft Bentheim, Clemens August von Elverfeldt (1732–1783), Herr zu Steinhausen, Dahlhausen und Horst, und der Maria Theresia, geb. von Etzbach, Herrin von Haus Langen bei Bentheim. Er studierte ab 1784 an der Universität Münster, blieb aber ohne Abschluss. Anschließend arbeitete er zunächst als Hofgerichtsassessor und Kurfürstlich Kölnischer Kammerherr, 1786 als Landdrost in Bentheim. Zudem wirkte er als Markenrichter und Landschaftsdirektor.
1791 heiratete er Maria Anna Sils von Silshofen.
Aufgrund seiner hochverschuldeten Güter betätigte sich Elverfeldt zudem als Unternehmer. So handelte er unter anderem mit Holz und Getreide und investierte zwecks Förderung von Steinkohle in den Bergbau. 1798 gründete er gemeinsam mit Conrad Lohmann einen Kohlehandel, für den er – nach der sogenannten „Franzosenzeit“ – 1819 Konkurs anmelden musste. Seine etwa zeitgleich erworbenen Bergwerke, unter anderem im Bezirk Witten, warfen nur teilweise Gewinne ab, so dass er aufgrund seiner immer weiter gestiegenen Verschuldung in den Jahren 1825 und 1826 – wenige Jahre vor seinem Tod – nur unter Mühen seine Güter an seinen Sohn Ludwig von Elverfeldt abtreten konnte.
Kurz zuvor hatte Elverfeldt 1824 die Leitung eines Interessenverbands regionaler Gewerke übernommen, mit dem er vehement gegen den Einsatz ortsfremder Arbeiter im märkischen Bergbau agierte.